# 662
Năm 662 (DCLXII) là một năm thường bắt đầu bằng Thứ Bảy trong lịch Julius.